# Martirológio de Tallaght

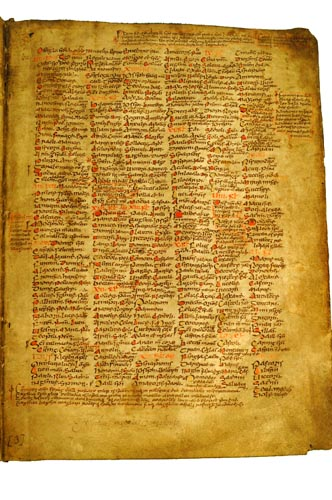
Parte da cópia do Martirológio de Tallaght separado do Livro de Leinster e atualmente na University College Dublin

O Martirológio de Tallaght, que está intimamente relacionado com o Félire Oengusso ou Martirológio de Óengus, o Culdee, é um martirológio do século VIII ou IX, uma lista de santos e seus dias de festas montado por Máel Ruain e/ou Óengus, o Culdee no mosteiro de Tallaght, perto de Dublin. O Martirológio de Tallaght está escrito em prosa e contém duas seções para cada dia do ano, uma geral e outra para os santos irlandeses. Tem também  um prólogo e um epílogo.

## Prólogoe paganismo irlandês
O prólogo contém um famoso verso sobre o declínio da fé pagã na Irlanda:

Senchatraig na ngente/iman roerud rudad/itfossa can adrad/amail Lathrach Lugdach.

Ind locáin rogabtha/dessib ocus trírib/it rúama co ndálib/co cétaib, co mílib.

onde se lê na tradução como

As velhas cidades dos pagãos ao qual a duração de ocupação tem se recusado estão desertas sem adoração como o local da Casa de Lugaid.

Os pequenos locais monásticos que foram fundados por dois e três são Romes com multidões, com milhares de pessoas.

## Título e autoria
A primeira menção do Martirológio de Tallaght, com esse nome, está no Martirológio de Gorman (Félire Uí Gormáin) do século XII, escrito entre 1166 e 1174 por Mael Muire Ua Gormáin, abade de Knock, condado de Louth. Ua Gormáin atribui o Martirológio de Tallaght a Mael Ruain e diz que Óengus baseou seu trabalho nele: "... porque foi assim no Martirológio de Tallaght de Mael Ruain, do qual ele [Óengus] compôs seu félire".
O estudioso do século XVII, Michael O'Clery fez uma cópia do Martirológio de Tallaght, e iniciou-o com: "Aqui começa o Martirológio de Oengus mac Oibleain e Mael Ruain", mas ele não deu uma fonte para essa afirmação.
O franciscano John Colgan, outro estudioso do século XVII, destacou que Óengus e Maelruain não poderiam ter concluído o Martirológio de Tallaght tal como está, já que várias entradas são de períodos após a morte de ambos, mas ele também formou a opinião de que as entradas mais recentes, tinham sido feitas em Tallaght, onde Óengus e Maelruain trabalharam juntos, de forma a justificar a utilização por  Ua Gormáin do nome Martirológio de Tallaght.
Com base em tradições orais e em textos mais antigos, o trabalho pode ter sido primeiro concluído em 790. Porém, Pádraig Ó Riain da University College Cork, uma autoridade no assunto, argumentou que o Martirológio de Tallaght e o Martirológio de Oengus datam de cerca de 830. Ó Riain mostrou que as seções gerais do Martirológio de Tallaght são baseadas em uma cópia da Nortúmbria do Martyrologium Hieronymianum.

## Manuscritos
O manuscrito mais antigo sobrevivente do trabalho está em um fragmento de Áed Ua Crimthainn do Livro de Leinster, do século XII. Este é composto por dez fólios que foram separados do volume principal do Livro de Leinster em 1583. Eles passaram para a posse de Michael O'Clery em 1627 e foram depositados no convento franciscano de Donegal. Em 1631, os fólios do Martirológio de Tallaght foram enviados para Santo Antônio em Louvain, onde John Colgan adicionou algumas marginálias. No final do século XVIII eles foram transferidos para o Colégio de Santo Isidoro, em Roma, e em 1872 foram devolvidos para a Irlanda, para serem mantidos inicialmente no convento franciscano em Merchant's Quay, Dublin, e posteriormente em Dun Mhuire, Killiney. Em 2000, o manuscrito chegou às mãos da University College Dublin, onde é conhecido como MS Franciscan A3. Neste manuscrito do século XII, atualmente está faltando o texto para alguns dos cento e cinquenta dias do calendário, mas o que está faltando é suprido pela transcrição do século XVII de Michael O'Clery.
O relacionado Martirológio de Oengus, o Culdee, que está no verso, sobrevive em uma série de outros antigos manuscritos medievais.